# Lorenzo Baldisseri
Lorenzo Baldisseri (Barga, 29 settembre 1940) è un cardinale e arcivescovo cattolico italiano, dal 15 settembre 2020 segretario generale emerito del Sinodo dei Vescovi.

## Biografia
Lorenzo Baldisseri è nato il 29 settembre 1940 nella frazione di San Pietro in Campo del comune di Barga, provincia di Lucca ed arcidiocesi di Pisa, in Toscana. La sua famiglia è originaria di Camporgiano, dove sono ancora vive le sue radici nel piccolo paesino di Poggio Garfagnana che ha dato i natali anche al cardinale Paolo Bertoli, già prefetto della Congregazione delle cause dei santi e camerlengo di Santa Romana Chiesa.

### Ministero sacerdotale
Ha ricevuto l'ordinazione sacerdotale il 29 giugno 1963, presso il Duomo di Pisa, per imposizione delle mani di monsignor Ugo Camozzo, arcivescovo metropolita di Pisa; si è incardinato, ventiduenne, come presbitero della medesima arcidiocesi.
Ha frequentato la Pontificia Accademia Ecclesiastica e, al termine degli studi, è entrato nel servizio diplomatico della Santa Sede.

### Arcivescovo e nunzio apostolico
Il 15 gennaio 1992 papa Giovanni Paolo II lo ha nominato, cinquantunenne, nunzio apostolico ad Haiti, succedendo a Giuseppe Leanza, trasferito a capo delle nunziature in Zambia e Malawi il 4 giugno 1991; contestualmente gli è stata assegnata la sede titolare di Diocleziana, con il titolo personale di arcivescovo titolare. Ha ricevuto la consacrazione episcopale il successivo 7 marzo, presso il Duomo di Pisa, per imposizione delle mani del cardinale Angelo Sodano, Segretario di Stato di Sua Santità, assistito dai co-consacranti monsignori Justin Francis Rigali, segretario della Congregazione per i vescovi e del Collegio cardinalizio nonché futuro cardinale, ed Alessandro Plotti, arcivescovo metropolita di Pisa.
Il 6 aprile 1995 è stato trasferito, cinquantaquattrenne, come nunzio apostolico in Paraguay; è succeduto a monsignor José Sebastián Laboa Gallego, trasferito a capo delle nunziature a Malta ed in Libia.
Il 19 giugno 1999 è stato nominato, cinquantottenne, nunzio apostolico in India e dal 23 giugno anche in Nepal; in entrambi gli incarichi è succeduto a monsignor Giorgio Zur, nominato presidente della Pontificia Accademia Ecclesiastica il 7 dicembre 1998.

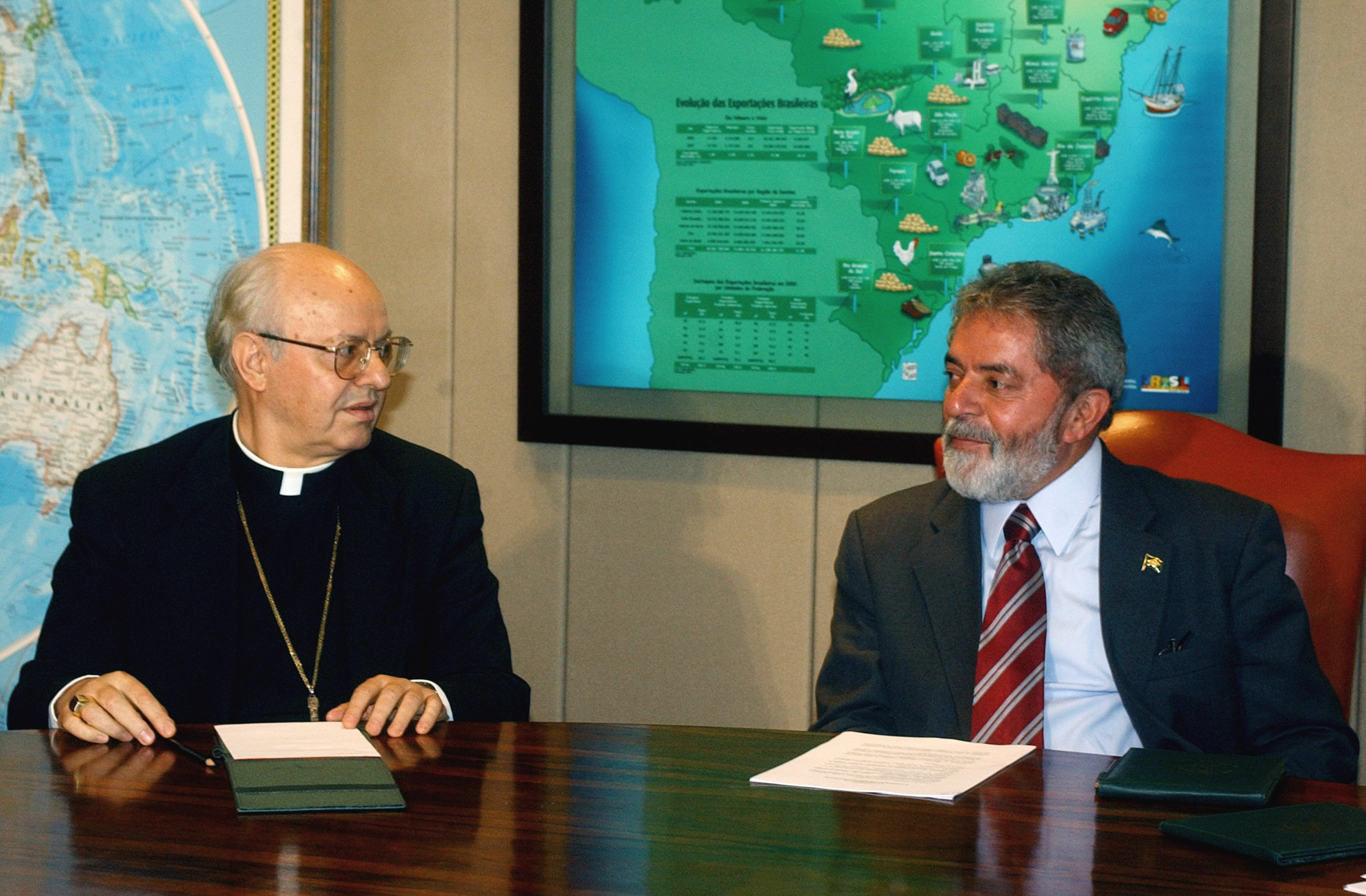
Il nunzio Lorenzo Baldisseri con il presidente del Brasile Luiz Inácio Lula da Silva nel 2006

Il 12 novembre 2002 papa Wojtyła lo ha nominato, sessantaduenne, nunzio apostolico in Brasile; è succeduto a monsignor Alfio Rapisarda, trasferito a capo della nunziatura in Portogallo il 12 ottobre precedente.

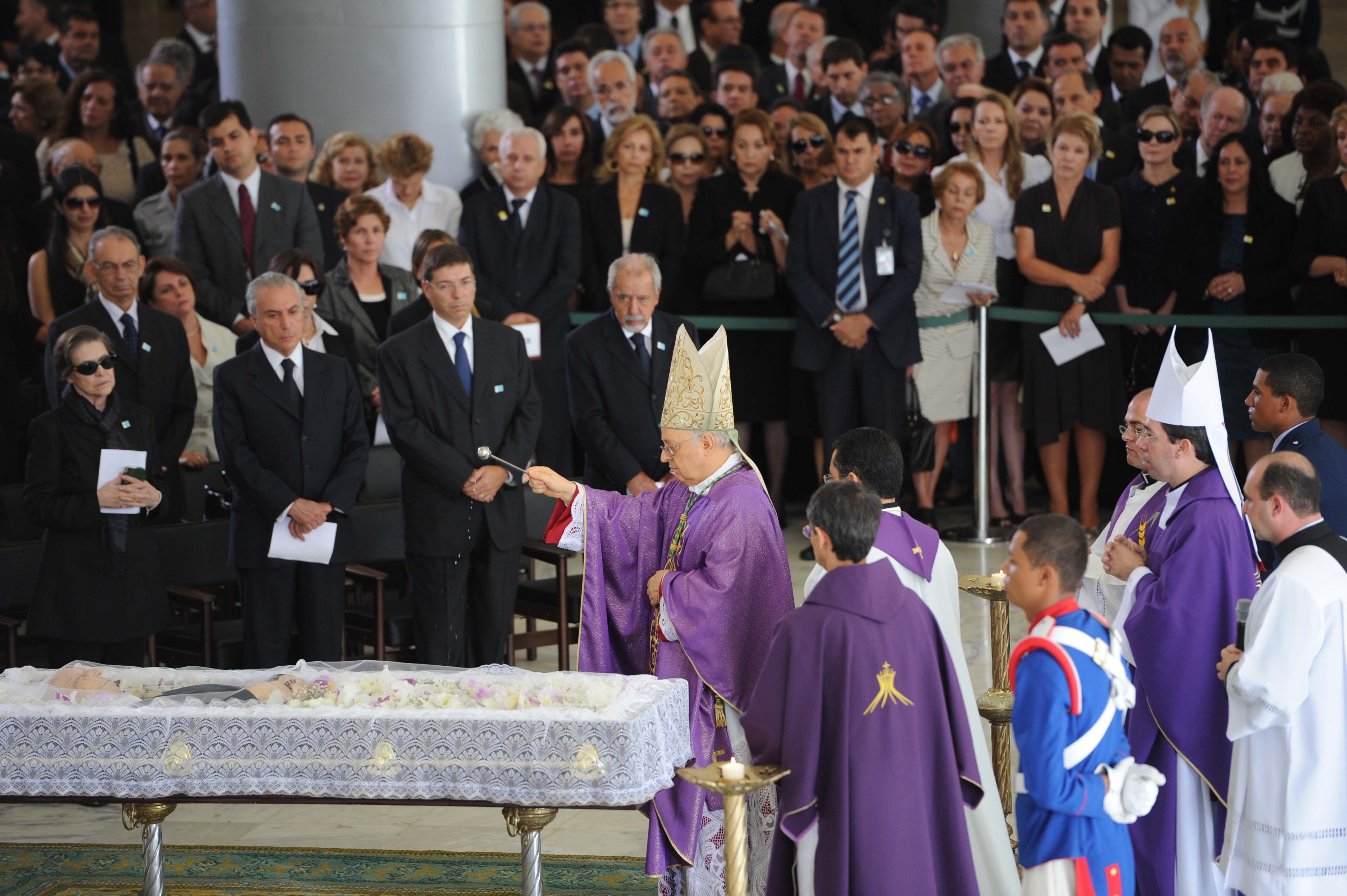
Monsignor Baldisseri benedice la salma dell'ex vicepresidente del Brasile, José Alencar, nel 2011

Nel maggio 2007 ha partecipato alla V conferenza episcopale latinoamericana ad Aparecida.

### Segretario della Congregazione per i Vescovi
L'11 gennaio 2012 papa Benedetto XVI lo ha nominato, settantunenne, segretario della Congregazione per i vescovi e, il 7 marzo, segretario del Collegio cardinalizio; in entrambi gli incarichi è succeduto al futuro cardinale Manuel Monteiro de Castro, nominato Penitenziere Maggiore il 5 gennaio precedente.
Il 13 marzo 2013 papa Francesco, subito dopo l'elezione al soglio pontificio, gli ha imposto sul capo lo zucchetto rosso porpora che indossava da cardinale, mentre monsignor Baldisseri gli prestava atto di ossequio e di obbedienza in ginocchio, dicendogli in seguito che era "cardinale a metà". Ciò si è verificato l'ultima volta al termine del conclave del 1958, quando il neoeletto papa Giovanni XXIII impose il proprio zucchetto porpora a monsignor Alberto di Jorio, creato cardinale due mesi dopo.
Il 21 settembre seguente il Pontefice lo ha nominato, una settimana prima che compisse settantatré anni, segretario generale del Sinodo dei vescovi; è succeduto a monsignor Nikola Eterović, nominato lo stesso giorno nunzio apostolico in Germania.
Per occuparsi a tempo pieno del suo nuovo incarico, ha lasciato quello di segretario del Collegio cardinalizio il 28 gennaio 2014; gli è succeduto Ilson de Jesus Montanari, che già dal 12 ottobre 2013 lo aveva sostituito come segretario della Congregazione per i vescovi.

### Cardinalato
Il 12 gennaio 2014, durante l'Angelus, papa Francesco ha annunciato la sua creazione a cardinale nel concistoro del 22 febbraio seguente. Durante la cerimonia, svoltasi nella basilica di San Pietro in Vaticano, il pontefice gli ha conferito la berretta, l'anello cardinalizio e la diaconia di Sant'Anselmo all'Aventino; la diaconia era vacante dal 20 settembre 2012, giorno della morte del cardinale Fortunato Baldelli, Penitenziere Maggiore emerito. Ha preso possesso della sua chiesa titolare in una celebrazione svoltasi l'11 maggio dello stesso anno alle ore 10:30.
In qualità di segretario generale, ha organizzato e preso parte alle seguenti assemblee: III Assemblea Generale Straordinaria (5-19 ottobre 2014), con tema Le sfide pastorali della famiglia nel contesto dell'evangelizzazione; XIV Assemblea Generale Ordinaria (4-25 ottobre 2015), con tema La vocazione e la missione della famiglia nella Chiesa e nel mondo contemporaneo; XV Assemblea Generale Ordinaria (3-28 ottobre 2018), con tema I giovani, la fede e il discernimento vocazionale; Assemblea Speciale per la Regione Panamazzonica (6-27 ottobre 2019), con tema Amazzonia: nuovi cammini per la Chiesa e per una ecologia integrale.
Il 15 settembre 2020 papa Bergoglio ha accolto la sua rinuncia dall'incarico di segretario generale per raggiunti limiti d'età, ai sensi del can. 401 § 1 del Codice di diritto canonico; gli è succeduto monsignor Mario Grech, fino ad allora pro-segretario generale. Due settimane dopo, il 29 settembre, al compimento dell'ottantesimo genetliaco, ha perso il diritto di entrare in conclave ed ha cessato di essere membro dei dicasteri della Curia romana, in conformità all'art. II § 1-2 del motu proprio Ingravescentem Aetatem.
Il 1º luglio 2024 ha optato per l'ordine presbiterale, mantenendo la sua diaconia elevata pro hac vice a titolo cardinalizio.

## Genealogia episcopale e successione apostolica
La genealogia episcopale è:
- Cardinale Scipione Rebiba
- Cardinale Giulio Antonio Santori
- Cardinale Girolamo Bernerio, O.P.
- Arcivescovo Galeazzo Sanvitale
- Cardinale Ludovico Ludovisi
- Cardinale Luigi Caetani
- Cardinale Ulderico Carpegna
- Cardinale Paluzzo Paluzzi Altieri degli Albertoni
- Papa Benedetto XIII
- Papa Benedetto XIV
- Papa Clemente XIII
- Cardinale Marcantonio Colonna
- Cardinale Giacinto Sigismondo Gerdil, B.
- Cardinale Giulio Maria della Somaglia
- Cardinale Carlo Odescalchi, S.I.
- Vescovo Eugène de Mazenod, O.M.I.
- Cardinale Joseph Hippolyte Guibert, O.M.I.
- Cardinale François-Marie-Benjamin Richard
- Cardinale Pietro Gasparri
- Cardinale Clemente Micara
- Cardinale Antonio Samorè
- Cardinale Angelo Sodano
- Cardinale Lorenzo Baldisseri

La successione apostolica è:
- Vescovo Afonso Fioreze, C.P. (2004)
- Vescovo Severino Clasen, O.F.M. (2005)
- Vescovo Ângelo Pignoli (2007)
- Arcivescovo Juarez Sousa da Silva (2008)
- Vescovo José Moreira da Silva (2009)
- Arcivescovo Odelir José Magri, M.C.C.I. (2010)
- Cardinale Jaime Spengler, O.F.M. (2011)